# Satyrium outeniquense
Satyrium outeniquense är en orkidéart som beskrevs av Rudolf Schlechter. Satyrium outeniquense ingår i släktet Satyrium och familjen orkidéer. Inga underarter finns listade i Catalogue of Life.